# بی‌اف دبلیو بی.آی
بی‌اف دبلیو بی. آی (به انگلیسی: DFW_B.I) یک هواگرد ملخ‌پیشین تک‌موتوره از نوع شناسایی   ساخت شرکت Deutsche Flugzeugwerke است. این هواگرد در سال ۱۹۱۴ میلادی رسماً معرفی گردید.
طراح این هواگرد، Walter Oelerich بود.